# 菲利 (內布拉斯加州)
菲利（英語：Filley）是位於美國內布拉斯加州蓋奇縣的村。

## 人口
根據2020年美國人口普查的數據，菲利的面積為0.28平方千米，皆為陸地。當地共有人口124人，而人口密度為每平方千米443人。